# Домбровец (Малопольское воеводство)
Домбро́вец (пол. Dąbrowiec) — село в Польше в сельской гмине Харшница Мехувского повета Малопольского воеводства.
Село располагается в 3 км от административного центра гмины села Мехув-Харшница, в 11 км от административного центра повета города Мехув и в 38 км от административного центра воеводства города Краков.
В 1975—1998 годах село входило в состав Келецкого воеводства.